# 神經嵴
神經嵴是一个脊椎动物特有的结构，仅在胚胎发育过程中短暂存在，属外胚层起源。
神经嵴的细胞最初是位于神经板与上皮之间的神经板缘（neural plate border）。随神经板形成神经沟，这些细胞转化成神经褶。神经褶最终随着神经沟闭合，形成神经嵴。接着，神经嵴的细胞进行上皮间质转化、分散且在间叶内向两侧移动，分化出许多其他组织与细胞。
外周神经系统、色素细胞、颅面的骨与软骨、牙本质，以及肾上腺髓质等都起源于神经嵴。